# Prašivá (Moravskoslezské Beskydy)
Prašivá (843 m n. m.) je vrch nacházející se v Moravskoslezských Beskydech. Hřeben Prašivé začíná vrcholem Malá Prašivá (706 m n. m.) s kostelíkem svatého Antonína z Padovy (původně sv. Ignáce z Loyoly) z roku 1640 a turistickou chatou z roku 1921.
Dále hřeben Prašivé navazuje na Čupel (872 m n. m.).
Vrch se nachází v katastrálním území Vyšních Lhot a Komorní Lhotky. Na svazích pramení potoky Lučina, dříve Lucina a Račok, z jižní svahy patří do povodí potoka Hlisník.
Pro turisty je přístupná z Vyšních Lhot (autobus), Dobratic (vlak) a z Komorní Lhotky.
Na Malou Prašivou vede tzv. Olšákova cesta (p. Olšák byl notářem ve Frýdku, která se stal druhým vedoucím turistické chaty na Prašivé).